# Книга на Страшния съд
Книгата на Страшния съд (на средноанглийски: Domesday Book) е записът на голямото проучване, извършено в Англия през 1086 г. по заповед на Уилям Завоевателя. Докато прекарва времето си в Глостър, Уилям „има задълбочени разговори със своите съветници и разпраща хора из цяла Англия във всяко графство да открият какво и колко земя и добитък всеки земевладелец притежава“.

## Книга
Книгата на Страшния съд всъщност е комплект от две отделни произведения. Едната, известна като Малкия Страшен съд (Little Domesday), покрива Норфък, Съфък и Есекс. Другата, Големия Страшен съд (Great Domesday) покрива остатъка от Англия, с изключение на земите на север, които по-късно стават графство Уестморланд, Къмбърланд, Нортъмбърланд и Дърам. Липсват също данни за Лондон, Уинчестър и някои други градове. Пропускането на тези 2 големи града вероятно се дължи на техния размер и сложност. Повечето от Уестморланд и Къмбърланд отсъстват, тъй като са покорени едва след това, а Графство Дърам не е включен, тъй като облагането му с данъци е изключително право на епископа на Дърам (Уилям де Сен Кале). Североизточна Англия е покрита отчасти от Болдънската книга от 1183 г., която описва и районите, облагаеми с данък от епископа на Дърам. Липсата на другите графства не е напълно обяснена.
Въпреки името си Малкият Страшен съд всъщност е по-голямата книга – тя е далеч по-подробна, стига до броя на добитъка. Предполага се, че Малкият Страшен съд е първоначален опит, който се оказва невъзможен или поне неудобен в същия мащаб за завършване на произведението с Големия Страшен съд. И в двата тома данните са подредени според феодалното владение, в което попада земята, а не според географското ѝ местоположение. Земедържателите ('tenentes') получават земята пряко от краля срещу такса.
Книгата е написана на латински, макар да има някои английски думи, вмъкнати за термините, които нямат еквивалент на латински и текстът във висока степен е съкратен. Названието Domesday идва от староанглийската дума dom (от която е произлязла съвременната английска дума doom), означаваща „отчитане“ или „пресмятане“. Така domesday или doomsday е буквално „ден на отчитане“, означаващ, че господарят отчита това, което му се дължи от неговите поданици. Ричард Фицнигъл пише през 1179 г., че книгата е известна на англичаните като „Domesday“, тоест „Денят на Страшния съд“, „тъй като както присъдата на онзи строг и окончателен отчет не може да се избегне от никакво умело хитруване, така, когато се обърнем към тази книга... нейната присъда не може да се анулира или отхвърли безнаказано. Затова сме нарекли книгата „Книгата на Съда“ ... защото нейните решения, като онези на Последния съд, са неизменни.“
Във всяко графство списъкът започва с владенията на самия крал (които е възможно да са били предмет на отделно проучване); след това идва ред на духовниците и религиозните имоти в йерархична последователност (например архиепископът на Кентърбъри винаги се посочва преди другите епископи), след това главните земедържатели, отново в йерархична последователност (аристократи). След това на кралските служители (servientes) и на английските тенове, които все още имат земя.
Книгата на Страшния съд посочва общо 13 418 места. Освен изцяло селските части, които представляват основната ѝ част, Страшния съд съдържа интересни данни за повечето градове, направени вероятно заради значението им за финансовите интереси на краля там. Те включват фрагменти на стари обичайни споразумения, записи за дължима военна служба, за пазари, монетни дворове и т.н. От градовете, от графствата като цяло и от много от нейните древни лордски имения, короната има право на архаични данъци в натура, като пчелен мед например.
Информацията от най-общ интерес, която се намира в книгата е относно политическата, личната, духовната и социалната история, която е вписвана само спорадично и така да се каже, случайно.

## Цели
Сред основните цели на проучването е да се провери кой какво държи и какви данъци е дължал при Едуард Изповедник; отсъждането на оценителите на книгата е окончателно – каквото каже книгата относно кой държи материалното богатство или колко струва е закон и няма обжалване.
Основните цели на проучването е да се определят и запишат фискалните права на краля. Те са главно:
- националният поземлен данък (geldum), платим по фиксирана оценка
- някои разнообразни задължения
- доходите от кралските земи

След голямо политическо сътресения като Норманското нашествие и масовата конфискация на земевладелските имения, която го последва в интерес на Уилям е да осигури, че правата на короната, които претендира, че е наследил, не са пострадали в процеса. Още повече, че норманските му последователи са склонни да избягват задълженията на техните английски предшественици. Успешният съдебен процес срещу Одо де Байо (полубрат на Уилям Завоевателя) по-малко от десетилетие след завоеванието е един пример за растящото негодувание от норманското заграбване на земя, станало в годините след нашествието. Проучването се разглежда в контекста, че на Уилям била необходима сигурност и справочник за имотните притежания из цялата страна, който да може да се използва като доказателство при спорове и да дава авторитет на кралската собственост.

## Проучване
От Англо-саксонската хроника е известно, че планирането за проучването е извършено през 1085 г., а от колофона на книгата става ясно, че то е било завършено през 1086 г. Не се знае кога точно е съставена Книгата на Страшния съд, но изглежда цялото произведение е написано от един човек на един пергамент (обработена овча кожа).
Всяко графство е посетено от група кралски легати, които провеждат обществено събиране на сведения, вероятно в графския съд, на което присъстват представители на всеки град, както и на местните лордове. Единицата за събиране на сведения е стотицата (подразделение на графството, което тогава е административна единица) и върху доклада за всяка стотица се заклеват дванадесет заседатели, половината от тях англичани, половината нормани.
Чрез сравнение на това какви подробности са записани във всяко графство може да се определят 6 етапа:
1. Бъркшър, Хампшър, Кент, Съри, Съсекс
2. Корнуол, Девън, Дорсет, Съмърсет, Уилтшър (Liber Exoniensis, съхранявана в Ексетърската катедрала)
3. Бедфордшър, Бъкингамшър, Кеймбриджшър, Хартфордшър, Мидълсекс
4. Лестършър, Нортхамптъншър, Оксфордшър, Стафордшър, Уорикшър
5. Чешър, Глостършър, Херефордшър, Шропшър, Устършър
6. Дарбишър, Хънгтиндъншър, Линкълншър, Нотингамшър, Йоркшър

През август 2006 г. за първи път е предоставена пълна онлайн версия на Книгата на Страшния съд от Националните архиви на Обединеното кралство.